# Comuna Iazlivciîk, Brodî
Iazlivciîk (în ucraineană Язлівчик) este o comună în raionul Brodî, regiunea Liov, Ucraina, formată din satele Berlîn, Iazlivciîk (reședința), Koniușkiv, Lahodiv și Midne.

## Demografie
Componența lingvistică a comunei Iazlivciîk
     Ucraineană (99,4%)
     Alte limbi (0,6%)
Conform recensământului din 2001, majoritatea populației comunei Iazlivciîk era vorbitoare de ucraineană (99,4%), existând în minoritate și vorbitori de alte limbi.